# Michael Braun (Politiker)

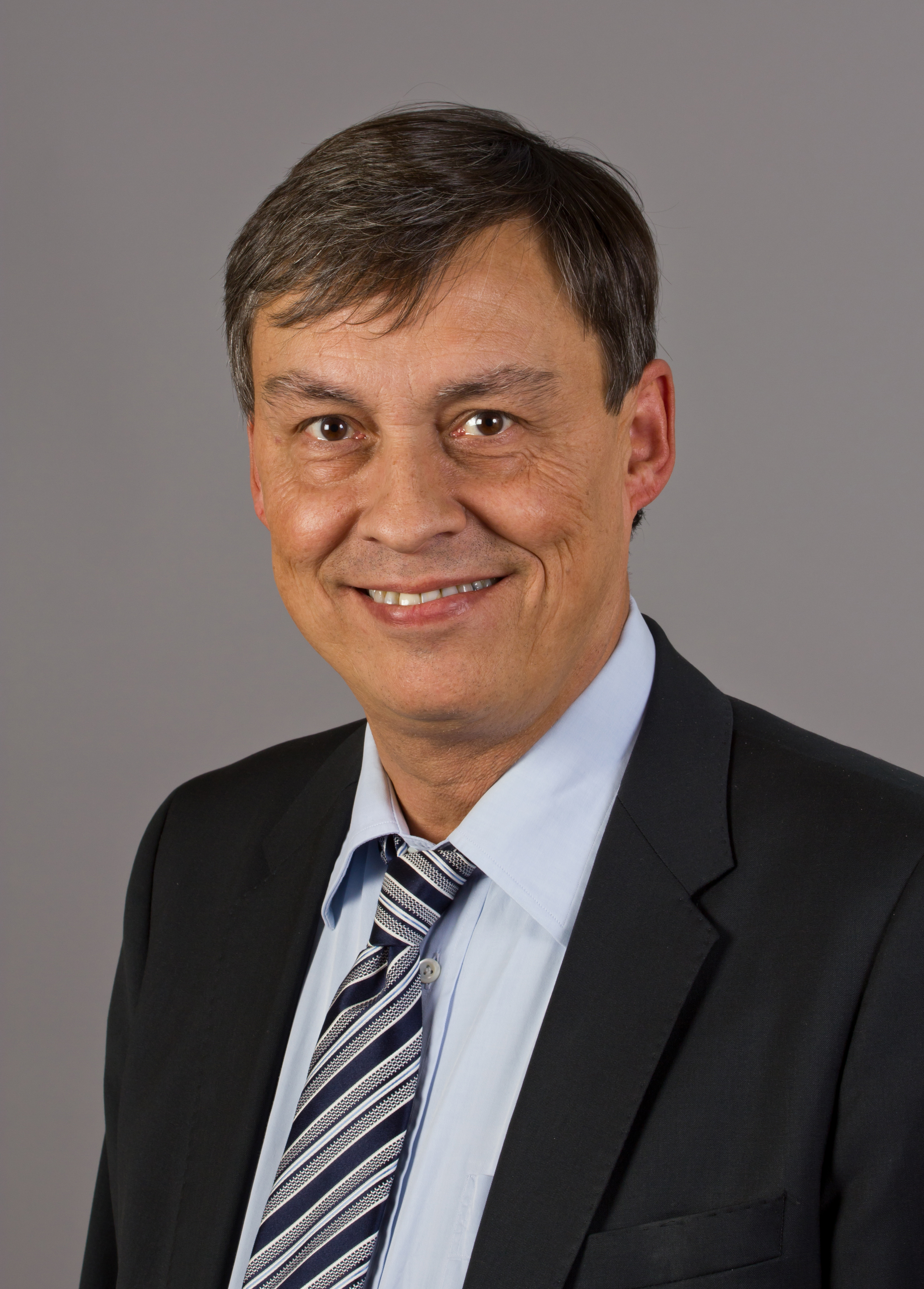
Michael Braun

Michael Braun (* 21. Januar 1956 in West-Berlin) ist ein deutscher Politiker (CDU). Er war von 1995 bis 2016 Mitglied des Abgeordnetenhauses von Berlin und vom 1. bis 12. Dezember 2011 Senator für Justiz und Verbraucherschutz des Landes Berlin.

## Ausbildung und Beruf
Braun legte sein Abitur 1974 am Arndt-Gymnasium Dahlem ab und studierte an der Freien Universität Berlin. Er arbeitet seit 1984 als Rechtsanwalt und seit 1996 als Notar.

## Familie
Er ist verheiratet und hat einen Sohn und eine Tochter.

## Politik
Braun ist seit 1976 Mitglied der CDU. Von 1979 bis 1987 war er Kreisvorsitzender der Jungen Union Zehlendorf, 1989 bis 1991 Landesvorsitzender der Jungen Union und 1991 bis 2009 CDU-Ortsvorsitzender Zehlendorf-Süd. Von April 2005 bis Mitte Mai 2013 war er Kreisvorsitzender der CDU Steglitz-Zehlendorf, von 2009 bis 2017 war er stellvertretender Vorsitzender, später Beisitzer Vorstand der CDU Berlin.
Braun war 21 Jahre – von 1995 bis 2016 – Mitglied des Abgeordnetenhauses von Berlin und gehörte der Fraktion der CDU an. Von 1999 bis 2001 sowie von Januar 2004 bis September 2008 und von Januar 2009 bis Ende November 2011 war er auch 1. Stellvertretender Vorsitzender der CDU-Fraktion. Er war kulturpolitischer Sprecher der CDU-Fraktion und Verfasser des Antrages für die Errichtung eines Berliner Denkmals für die Vergewaltigungsopfer des Zweiten Weltkriegs. Braun wurde 1995 auf der Bezirksliste Zehlendorf gewählt und ist seit 1999 direkt gewählter Abgeordneter. 1999 gewann er den Wahlkreis Zehlendorf 2 mit 55,0 %, bei den Wahlen 2001, 2006 und 2011 den Wahlkreis Steglitz-Zehlendorf 7 mit 36,3 %, 39,9 % bzw. 44,4 % an Erststimmen.
Am 1. Dezember 2011 wurde Braun im neuen Senat von Klaus Wowereit als Senator für Justiz und Verbraucherschutz vereidigt. Die Ernennung stieß auf Kritik unter anderem in der Opposition und einigen Medien, da er als Notar mit Unternehmen arbeitete, die mit dubiosen Methoden sogenannte Schrottimmobilien verkauft haben, und nach Angabe von Verbraucherschützern aktiv in den massenhaften Verkauf der wertlosen Immobilien eingebunden gewesen sei. Braun wies die Vorwürfe zurück. Er erklärte, dass er „pflichtgemäß aufgeklärt und beraten“ habe, und verwies auf seine notarielle Schweigepflicht. In der Sitzung des Abgeordnetenhauses am 8. Dezember 2011 verteidigte der Regierende Bürgermeister Braun, da im juristischen Sinne an Brauns Verhalten nichts zu beanstanden sei. Am 12. Dezember 2011 erklärte Braun zunächst, sein Amt als Verbraucherschutzsenator ruhen zu lassen und diese Funktion kurzzeitig an seine Staatssekretärin Sabine Toepfer-Kataw zu übergeben. Unberührt davon bleibe seine Position als Justizsenator. Nur Stunden später bat er nach elf Tagen im Amt als Justiz- und Verbraucherschutzsenator den Regierenden Bürgermeister Wowereit um seine Entlassung. Im Gegensatz zu einem Rücktritt sicherte sich Braun hierdurch ein „Übergangsgeld“ für mindestens sechs Monate.
Die Braun gemachten Vorwürfe wurden von der Staatsanwaltschaft und dem Präsidenten des Landgerichts als Dienstaufsichtsbehörde für Notare geprüft. Am 20. März 2012 stellte der Präsident des Landgerichts fest, dass er keinen Anhalt dafür habe, dass Braun mit Verkäufern oder Vertrieben von Immobilien zusammengewirkt habe. Er erklärte weiter, dass die Staatsanwaltschaft zwei Verfahren mangels hinreichenden Tatverdachts gemäß § 170 Abs. 2 StPO eingestellt hat. Auch wissentlich falsche Beurkundungen seien Braun nicht vorzuwerfen. Zur gleichen Zeit gab Braun bekannt, auf die weitere Zahlung des Übergangsgeldes zu verzichten, und zahlte später die bereits erhaltenen Bezüge zweier Monate wieder zurück.
Am 23. November 2012 gab Braun bekannt, nicht mehr für den Kreisvorstand der CDU Steglitz-Zehlendorf kandidieren zu wollen.
In der Legislaturperiode bis 2016 war er Mitglied im Kulturausschuss und forschungspolitischer Sprecher der CDU-Fraktion.